# Wang Tong
 (avril 2009).
Si vous disposez d'ouvrages ou d'articles de référence ou si vous connaissez des sites web de qualité traitant du thème abordé ici, merci de compléter l'article en donnant les références utiles à sa vérifiabilité et en les liant à la section « Notes et références ».
Pour les articles homonymes, voir Wang (patronyme).
Wang Tong （王彤, né 1967) est un photographe chinois contemporain.

## Biographie
Il piste sur les murs de République populaire de Chine, les dernières traces de la propagande maoïste déchue dans sa série "Mao on the Wall" (2006).
« Quand le président Mao est mort, j'allais dans une école primaire dans une aciérie du nord-est de la Chine (...) Je me souviens avoir surpris le regard de mon professeur et vu son visage inondé de larmes. Je ne pus me contenir davantage et éclatai en sanglots. Ma peine était sincère (...) Longtemps après, j'ai peu à peu compris que cette sincérité avait été distillée en moi. »
Exposé lors du Festival international de photographie de Lianzhou 2006.